# Џомон период
Џомон представља јапански назив за период неолита, млађег каменог доба. Због непотпуности материјала, трајање неолитске епохе није могуће прецизно одредити, осим у регионалним оквирима. У Јапану је млађе камено доба трајало од 8000. п. н. е. до 300-их година н.е., али је развој био неравномеран; док је на југу почињало бронзано доба на другим деловима јапанске територије неолит још није достигао свој пуни развој. Стварањем Јапанских острва људи каменог доба остали су ван утицаја континенталне културе и културе каменог доба, развијајући се унутар изолованих заједница. Џомонски период је традиционално датиран између око 14,000–300. п. н. е. Назив „означен конопцем“ први је применио амерички зоолог и оријенталист Едвард С. Морс, који је открио комаде грнчарије 1877. године и касније је то преведено на јапански као џомон. Стил грнчарије карактеристичан за прве фазе џомонске културе украшен је утискивањем конопца у површину влажне глине и опште је прихваћено да је међу најстаријима на свету.
Водећу улогу у формирању неолитске културе џомонског периода имали су, по претпоставкама стручњака, протоаинска племена која су, вероватно, били најстарији становници Јапанских острва. Али, упоредо са њима, у овом процесу учествовала су и племена јужномонголског порекла, која су на Јапанска острва стигла преко Филипина или непосредно из области Југоисточне Кине која је била насељена прецима племена Јуе. Лингвистички подаци омогућују претпоставку да је претежни део становништва мигрирао у Јапан са острва Полинезије, преко Филипина и острва Рјукју, а не директно са континента.
Џомонски период је био богат алатима и накитом направљеним од костију, камена, шкољки и рогова; грнчарским фигурицама и лакираним посудама; и лак. То се често упоређује са претколумбијским културама северозапада Пацифика Северне Америке, а посебно са културом Валдивије у Еквадору, јер се у овим окружењима културна сложеност развила у контексту првенствено лова и сакупљања са ограниченом употребом хортикултуре.

## Подела унутар џомонског периода
Главна подела унутар џомонског периода заснива се на типовима керамике који формирају иницијални период и пет фаза развоја.
1. Иницијални џомон (10.750 - 7.500 год. п. н. е.)
2. Најранији џомон (7.500 - 5.000 год. п. н. е.)
3. Рани џомон (5.000 - 3.500 год. п. н. е.)
4. Средњи џомон (3.500 - 2.400 год. п. н. е.)
5. Касни џомон (2.400 - 1.000 год. п. н. е.)
6. Завршни џомон (1.000 - 300 год. п. н. е.)

Приближно 14.000 година џомонског периода се конвенционално дели на неколико фаза: почетна (13.750-8.500. п. н. е.), иницијална (8.500–5.000), рана (5.000–3.520), средња (3.520–2.470), касна (2.470–1.250) и финална (1.250–500), при чему је свака фаза прогресивно краћа од претходне фазе. Чињеница да су археолози целом овом периоду дали исти назив не треба да се схватити као да није било значајне регионалне и временске разноликости; време између најраније џомонске грнчарије и оне из познатијег средњег џомонског периода је око два пута дуже од распона који одваја иззградњу Велике пирамиде у Гизи од 21. века.
Датирање џомонских подфаза заснива се првенствено на керамичкој типологији, и у мањој мери радиокарбонском датирању.
Недавна открића су рафинирала завршну фазу џомонског периода на 300. п. н. е. Период јајои је почео између 500. и 300. године пре нове ере, према радиоугљеничним доказима, док је керамика у јајоиског стила пронађена на локалитету Џомон у северном Кјушуу већ из 800. године пре нове ере.

## Керамика
Најранија грнчарија у Јапану направљена је током или пре почетка џомонског периода. Мали фрагменти, датирани на 14.500 годину пре нове ере, пронађени су на локалитету Одај Јамамото I 1998. године. Керамика приближно исте старости касније је пронађена на другим локацијама као што су Камикуроива и пећина Фукуи.
Археолог Јунко Хабу тврди да је „већина јапанских научника веровала, и још увек верује, да је производња грнчарије прво измишљена у континенталној Азији, а затим уведена у Јапански архипелаг.“ref name="habu" /> Чини се да ово потврђују недавни археолошки налази. До сада, најраније грнчарске посуде на свету датирају од 20 000 година пре садашњости и откривене су у пећини Сјенрен у Ђангси, Кина. Грнчарија је можда коришћена као посуђе. Други рани грнчарски судови укључују оне ископане из пећине Јучанјан у јужној Кини, датирају из 16.000 пре нове ере, а тренутно се смата да се грнчарија појавила отприлике у исто време у Јапану и у басену реке Амур на руском далеком Истоку.

## Опште карактеристике
Док су старо и средње камено доба, палеолит и мезолит, везани за коришћење изломљених комада камена, као једноручног оруђа, непознавање израде керамичких предмета и непостојање земљорадње, млађе камено доба, неолит, карактерише се почетком обраде оруђа, израдом и коришћењем керамичких предмета и појавом земљорадње и сточарства. Јављају се дворучна камена оруђа, пре свега у облику рибарског прибора, лук и стрела, као и камених и коштаних оруђа за лов и хватање животиња. Почиње прављење чамаца, при чему се користе цела дебла дрвећа дубљена каменим оруђем. Основне привредне гране су лов, риболов, сакупљање јестивог биља и морских производа и појава обраде земље. Почиње такође и пораст размене добара.
Јапан је у неолит ступио релативно касно. Развој технике израде керамике и обраде камених оруђа није у Јапану праћен одговарајућим напретком материјалне производње.
Основни производни односи били су везани за удруживање и поделу рада, пошто су се лов, риболов, прављење чамаца, могли вршити само у заједници при одговарајућој подели рада: у лову заједничким, колективним, радом мушкараца - ловаца, а код прикупљања мекушаца и јестивих биљака - радом жена и деце. такође, основну улогу у развоју пољопривреде одиграле су жене.
Земљорадња је довела до појаве пољопривредних оруђа - камених мотика, српова, дробилица зрна, камених тањира, као и места и посуда за одлагање жртве. Почела је израда керамичких предмета и развој уметности украшавања керамичких посуда. Јавља се специфична керамика са карактеристичним орнаментима, добијена као резултат утискивања у влажну глину „ужета“ - уплетених стабљика биљака.

## Симболи и обичаји
Жеља и потреба да се тело украшава постојала је и у најранијем периоду џомона, када су од рогова дивљег вепра и од шкољки прављене минђуше. За потребе украшавања коришћени су и материјали попут глине, камења и зуба животиња.
Укоснице и чешљеви украшавали су косу. Амајлије, украси за одећу и тело имали су различите облике, а они који су проналажени на локалитетима северних области и датирали из касног периода џомон, често су били обојени у црвено. Најранији облик религиозног сазнања (свести) био је фетишизам који се у Јапану појавио у облику фетиша камена, што је вероватно било условљено основном производном делатношћу - прављењем камених оруђа. Зато је обичан камен-шљунак постао прави фетиш. У јапанским храмовима нађено је камење-шљунак осликано црвеним окером, названо „камењем дечјих душа“.
Што се тиче украшавања тела, ако је могуће судити по украсима који се могу запазити на фигурама, тетовирање је било честа пракса људи у неолитском периоду. Са друге стране, у доба достизања зрелости, тачније негде око седамнаесте или деветнаесте године живота, у неким племенима постојао је обичај вађења одређених зуба.
Предмети из средњег периода џомон су препуни алузија на плодност, али тек после средњег периода џомон фигурине постају недвосмислено женског пола. Поред тога, на локалитетима су почели да се проналазе фалусни предмети од камена као и од дрвета.
Други облик изражавања првобитне религије била је магија, која се делила на магију фетиша (талисман), имитативну магију, магију покрета, звука, речи и боја.
Поштовање (култ) лисица, мајмуна, корњача и змија у савременом Јапану, такође се може сматрати остатком тотемизма.